# Andriej Iwanow (narciarz)
Andriej Władimirowicz Iwanow (ros. Андрей Владленович Иванов, ur. 12 kwietnia 1973 w Krasnojarsku) – rosyjski narciarz, specjalista narciarstwa dowolnego. Najlepszy wynik na mistrzostwach świata osiągnął podczas mistrzostw w Altenmarkt, gdzie zajął 10. miejsce w jeździe po muldach. Jego najlepszym wynikiem olimpijskim jest 21. miejsce w tej samej konkurencji na igrzyskach olimpijskich w Albertville. Najlepsze wyniki w Pucharze Świata osiągnął w sezonie 1996/1997, kiedy to zajął 18. miejsce w klasyfikacji generalnej, w klasyfikacji jazdy po muldach podwójnych był ósmy, a w klasyfikacji jazdy po muldach był szósty.
W 1998 r. zakończył karierę.

## Osiągnięcia

### Igrzyska olimpijskie
| Miejsce | Dzień     | Rok  | Miejscowość | Konkurencja      | Zwycięzca       |
| ------- | --------- | ---- | ----------- | ---------------- | --------------- |
| 21.     | 13 lutego | 1992 | Albertville | Jazda po muldach | Edgar Grospiron |
| 27.     | 11 lutego | 1998 | Nagano      | Jazda po muldach | Jonny Moseley   |

### Mistrzostwa świata
| Miejsce | Dzień    | Rok  | Miejscowość | Konkurencja      | Zwycięzca         |
| ------- | -------- | ---- | ----------- | ---------------- | ----------------- |
| 10.     | 13 marca | 1993 | Altenmarkt  | Jazda po muldach | Jean-Luc Brassard |
| 13.     | 8 lutego | 1997 | Iizuna      | Jazda po muldach | Jean-Luc Brassard |

### Puchar Świata

#### Miejsca w klasyfikacji generalnej
- sezon 1990/1991: 104.
- sezon 1991/1992: 118.
- sezon 1995/1996: 36.
- sezon 1996/1997: 18.
- sezon 1997/1998: 69.

#### Miejsca na podium
1. Tignes – 6 grudnia 1996 (jazda po muldach) – 2. miejsce